# Жувенал Амаріжо
Жувенал Амаріжо Амансо (порт. Juvenal Amarijo Amanso, 27 листопада 1923, Санта-Віторія-ду-Палмар — 30 жовтня 2009, Камаарі) — бразильський футболіст, що грав на позиції захисника, зокрема, за клуби «Фламенго», «Баїя» та «Палмейрас», а також національну збірну Бразилії, у складі якої — срібний призер чемпіонату світу 1950 року.
Дворазовий переможець Ліги Баїяно. 

## Клубна кар'єра
Народився 27 листопада 1923 року в місті Санта-Віторія-ду-Палмар. Вихованець юнацьких команд футбольних клубів «Віторіенсе» і «Фарроупілья».
У дорослому футболі дебютував 1945 року виступами за команду клубу «Греміо Бразіл», в якій провів два сезони, а протягом 1947—1949 років захищав кольори команди клубу «Крузейру» (Порту-Алегрі).
Своєю грою за останню команду привернув увагу представників тренерського штабу клубу «Фламенго», до складу якого приєднався 1949 року. Відіграв за команду з Ріо-де-Жанейро наступні два сезони своєї ігрової кар'єри. Більшість часу, проведеного у складі «Фламенго», був основним гравцем захисту команди.
1951 року уклав контракт з клубом «Палмейрас», у складі якого провів наступні три роки своєї кар'єри гравця. Граючи у складі «Палмейраса» також здебільшого виходив на поле в основному складі команди.
Протягом 1954—1958 років захищав кольори команди клубу «Баїя», а завершив професійну ігрову кар'єру у клубі «Іпіранга» (Баїя), за команду якого виступав протягом 1959—1960 років.
Помер 30 жовтня 2009 року на 86-му році життя у місті Камасарі.

## Виступи за збірну
1950 року дебютував в офіційних матчах у складі національної збірної Бразилії. Протягом кар'єри у національній команді, яка тривала 1 рік, провів у її формі 9 матчів.
Був основним захисником збірної Бразилії на домашньому для неї чемпіонаті світу 1950 року, взявши участь в усіх матчах команди на турнірі. Зокрема брав участь у вирішальному матчі проти збірної Уругваю, в якому визначався чемпіон світу і в якому бразильці вважалися фаворитами, проте неочікувано поступилися 1:2 і отримали лише срібні нагороди.

## Титули і досягнення
- Переможець Ліги Баїяно (2):

«Баїя»: 1954, 1956
- Віце-чемпіон світу: 1950